# Long Island, Nunavut (Hudson Bay)
Long Island är en ö i Kanada.   Den ligger i territoriet Nunavut, i den östra delen av landet, 1 100 km norr om huvudstaden Ottawa. Arean är 150 kvadratkilometer.
Terrängen på Long Island är platt. Öns högsta punkt är 49 meter över havet. Den sträcker sig 18,5 kilometer i nord-sydlig riktning, och 46,1 kilometer i öst-västlig riktning.
Trakten runt Long Island består i huvudsak av gräsmarker. Trakten runt Long Island är nära nog obefolkad, med mindre än två invånare per kvadratkilometer.